# Katia Benth
Katia Benth, född den 16 november 1975 i Cayenne i Franska Guyana, är en fransk före detta friidrottare som tävlade i kortdistanslöpning.
Benth har som bäst tagit sig till kvartsfinalen på 100 meter och 200 meter vid VM i friidrott. Däremot har hon som en del av franska stafettlag på 4 x 100 meter blivit både guldmedaljör (vid EM 1998) och silvermedaljör (VM 1999).

## Personliga rekord
- 100 meter - 11,20
- 200 meter - 22,87

## Utmärkelser
- Riddare av Hederslegionen,  13 juli 2023[1]

[Redigera Wikidata]